# 音ヶ丘〜オトガオカ〜
音ヶ丘〜オトガオカ〜（おとがおか）は、大阪府堺市南区の泉ヶ丘駅噴水広場前ステージで、原則として最終日曜日に開催されていた音楽イベントである。2014年1月20日をもって駅前広場でのイベントは終了。その後、音ヶ丘（オトガオカ）の名称を用いて活動している団体とは実質まったくの別団体である。

## 概要
2011年1月より始まった音楽イベントで、同年3月11日に東日本大震災が発生したことから、チャリティイベントとなり、2014年1月まで続いた。関西を中心に活動中または関西出身のミュージシャンが無償（出演料・交通費なし）で出演し、募金を呼びかけるが、ミュージシャンが自らのCD等を販売した代金は収入となる。
毎月最終日曜日の昼12時に開演（終演時間は17時から18時ごろ。出演者数、季節により変動）を原則としているが、6月には地元のかえる祭が開催されるため、例外的に開催日変更となることもある。また、雨天や炎天下の場合は、開催場所がショップタウン泉ヶ丘内ちびっこ広場前ステージに変更となる。

## 沿革
Trip×Trap（トリップトラップ）というユニットを組んでいたシンガーソングライターでギタリストの谷川孝一（現Koichi.T）とアコーディオンプレイヤー・翻訳家の武田眞一の2人は、無許可の路上演奏によって警察等から中止命令をたびたび受け、「許可を得て堂々と路上演奏をしたい」と方法を模索していた。武田は2010年末までロンドンに在住し、日本との演奏環境の違いを感じていたが、2011年1月に夕食を食べに入った養老乃瀧泉ヶ丘店でオーナーに「自由に演奏できる場所が日本にはない」と話したところ、偶然泉ヶ丘専門店会の会長であったため、「そこでやったらええがな」との一声を受けたことで、武田は地元議員の協力を仰ぎ、泉ヶ丘駅前用地を管理するタウン管理財団へ幾度となく足を運んだ末に使用許可が認められ、噴水広場前ステージ（ロッテリア横）で同年1月に「許可つきストリートライブ」として始まった。
2011年1月の初回の出演ミュージシャンは、谷川孝一、武田眞一、正角竜太の3名で、音響機材はローランドのストリートCUBE2台のみであった。
2011年2月12日より、電源使用許可を得、谷川孝一所有のヤマハのSTAGE PASS 500をメインアンプとして導入。
2011年3月11日に東日本大震災が起こったことから、単なる「許可つきストリートライブ」ではなく、3月20日からは「チャリティイベント」として開催することになり、名称を泉ヶ丘駅前チャリティライブとした。当日には泉北ニュータウン地域最大の発行部数を誇るタウン誌『泉北コミュニティー』の取材を受け、掲載される。
初年度（2012年3月まで）の募金総額は25万9,902円であり、全額被災者・被災地のために寄付された。
2011年11月、団長武田と地元市議の命名により、正式名称を音ヶ丘～OTO-GAOKA～に変更、2012年5月の撤収後のミーティングにて、幹事の和多田雄介の提案により、ローマ字表記をカタカナ表記にし、「音ヶ丘～オトガオカ～」と改称された。
2012年3月より、イベントの締めくくりに東北への応援歌「しあわせ運べるように」を全員で合唱することとなり、7月より幹事の新保翔子による手話通訳つきとなる。
2012年4月からは、石巻復興支援プロジェクトあおぞらロングビーチクラブと提携し、募金の全額を宮城県石巻市の学校や子供たちのために直接寄付することとして、募金活動を継続。
2012年11月団長武田が団長権限による独自判断で、石巻ジュニアオーケストラの代表者石垣教諭とコンタクトをとり、同団体への寄付を申し出、快諾される。
2012年6月17日　第一回「出張音ヶ丘」として、南河内郡太子町で開催のたいし聖徳市に参加。Masaki-chi、和多田雄介が出演。太子町のゆるキャラたいしくんとのコラボライブであった。
2012年7月より、阪急高槻市駅前で音楽イベントを定例開催しているTAKATSUKI唄まきStatioNと相互交流を開始。7月17日の唄まきStatioN　音のわライブに越田友博が音ヶ丘からのゲストとして招かれ、7月29日の音ヶ丘には、高槻より月陽（サポートKeyマシュケ）、小濱達郎を招いた。
2012年9月30日の音ヶ丘には、南河内郡太子町のキャラクター、たいしくんを招いた。たいしくんショータイムでは、T.M. Revolutionの「Hot limit」にのって特技のフラフープを披露し、好評を博した。
2012年12月、初代団長の武田が退任、2代目団長として和多田雄介に後を託した。
表向きは「自ら辞任した」ことになっているが、和多田雄介と武田眞一との間で、「武田は表向きは音ヶ丘に関わりなしとするが、2代目団長和多田雄介の隠密として裏に潜り、いざという時には創立者として和多田のために動く」との密約が交わされていた。
2013年8月25日、小林健人、Masaki-chi、あんずの6名は、宮城県石巻市で開催された「トリコローレ音楽祭2013」に出演、合わせて駅前にぎわい交流広場ステージにて石巻ジュニアジャズオーケストラに持参した募金を手渡した。
2014年1月20日を最後に、泉ヶ丘駅前広場での定例イベントは終了。音ヶ丘創設者である武田が商店街会長に駅前広場の使用許可を正式に返上したため、2011年に1月より続いた音ヶ丘は事実上解散。その後、残党が音ヶ丘の名称を無断で流用し、創立者の武田に事前にも事後にも知らせることなく「音ヶ丘3周年記念イベント」を堺市内で開催したが、武田が作った音ヶ丘はすでに終了した後のことであり、本記事における「音ヶ丘」とはなんの関係もなく、3周年記念というのは誤りである。

## 運営方針
音ヶ丘の鉄則は、「出演者＝全員スタッフ」であり、裏方と出演者の全員がスタッフとして実施する音楽イベントであるため、「出演のみ」を希望するミュージシャンはすべて出演を断っていた。
また、出演枠は1組あたり30分×2ステージを原則としているが、当初は15分1ステージもしくは30分1ステージの「修行枠」も設けられていた。

## 公共団体との関係
2011年12月18日堺市主催によるクリスマスイベントにも音ヶ丘の名称が採用された。
同イベント当日は、団長武田眞一および新保翔子の2名が音響スタッフとして協力、和多田雄介、岸岡ちなみの2名が音ヶ丘ミュージシャン代表として出演した。

## エピソード
- 谷川孝一は晴れ男を自称しており、実際に曇天の中決行した2011年3月20日の第1回チャリティライブでは、自称雨男の川崎勝也が、オリジナル曲「雨が白に変わる日」を歌ったとたんに小雨が降り出したが、谷川孝一がステージに上がったとたんに雨があがった。その後、雨男を自称するペーズリーのナオ、和多田雄介が続けてステージに上がると、再び降りだした小雨がしだいに本降りとなり、和多田雄介のギターはサウンドホールから雨が入りボディ内に水がたまるほど浸水する被害にあった。この時、雨が降り出したので演奏を中止しようとした和多田雄介に「もう1曲だけやってシメてくれ」と言ったのが創立者である初代団長の武田であり、和多田雄介は度々「あれはひどかった」と口にすることがあった。

- 和多田雄介は、風邪をひいているにもかかわらず「歌えないけれど手伝いに・・・」と通常通りに集合してイベント遂行に尽力した結果、風邪が悪化し、その後予定していたライブをほぼ2週間キャンセルした。創立者の武田が和多田雄介を2代目団長に指名した大きな要因でもある。

## 過去の出演者
2011年3月（チャリティイベント化）以降の参加ミュージシャン（順不同）
- 谷川孝一
- 武田眞一
- 和多田雄介
- 川崎勝也
- 岸岡ちなみ
- 空音
- 池田たかゆき
- 釜下直樹
- 吉岡尚吾
- 小林健人
- Masaki-chi
- ペーズリー
- 畑歩
- 新保翔子
- 光葉慎二
- 藪田成
- ROUTE69
- 華（サポートメンバー：大郷健伍ギター、平野千尋パーカッション、武田眞一アコーディオン）
- 越田友博
- 的場麗
- 月陽
- マシュケ
- 小濱達郎
- Jiinon　(辻内南季)
- 中島哲秀
- sae
- ウラカターズ - 藪田成（Vo & B)、新保翔子(カホン）、武田眞一（EG）の裏方スタッフ＆Masaki-chi（サポートKey）のユニット
- あんず
- 東郷誠
- 冴沢鐘己

音楽以外の出演者
- 川嶋敏子（うめぼしばあちゃんずぅ）
- 吉川裕子
- たいしくん（南河内郡太子町PRキャラクター）